# Lauren Lapkus
Dorthea Lauren Allegra Lapkus (Evanston, Illinois; 6 de septiembre de 1985) es una actriz y comediante estadounidense. Es más conocida por interpretar a Susan Fischer en la serie original de Netflix Orange Is the New Black y a Jess en Crashing, serie de HBO. Ha hecho apariciones en programas de televisión como Jimmy Kimmel Live!, The Middle, The Big Bang Theory, Hot in Cleveland, y @midnight y en películas como Jurassic World. También ha aparecido en varios pódcast, incluidos Comedy Bang! Bang!, improv4humans, y su propio pódcast With Special Guest Lauren Lapkus. Fue miembro del reparto principal de la sitcom de TBS Clipped.

## Vida personal
Lapkus se casó con el actor Chris Alvarado el 3 de mayo de 2014. Anunciaron su separación en febrero de 2016.
Lapkus se casó con el actor Mike Castle el 5 de octubre de 2018. En mayo de 2021, Lapkus anunció que estaban esperando su primera hija. En julio de 2021 anunciaron el nacimiento de su hija Holly.

## Filmografía

### Cine
| Año  | Título                          | Papel                | Notas        |
| ---- | ------------------------------- | -------------------- | ------------ |
| 2005 | Movie Boy                       | Pamela               |              |
| 2011 | Dog DNA                         |                      | Cortometraje |
| 2011 | Secrets, Secrets                |                      | Cortometraje |
| 2011 | Plastic Heart                   | Lauren               | Cortometraje |
| 2012 | Dreamworld                      | Sushi                |              |
| 2012 | Cleve Dixon: Terrible Detective | Barbara Dietrichson  |              |
| 2012 | Manhattan Mixup                 | Agente Smith         | Cortometraje |
| 2013 | 3D Printer                      |                      | Cortometraje |
| 2013 | Are you Here                    | Delia Shepard        |              |
| 2013 | The To Do List                  | Chica que interrumpe |              |
| 2014 | Bread and Butter                | Deirdre Newsome      |              |
| 2014 | Blended                         | Tracy                |              |
| 2015 | Jurassic World                  | Vivian               |              |
| 2016 | Opening Night                   | Alex Bean            |              |
| 2017 | El día de la novia              | Cardie #2            |              |
| 2018 | The Unicorn                     | Malory               |              |
| 2018 | Dog Days                        | Daisy                |              |
| 2018 | Holmes and Watson               | Millie               |              |
| 2019 | Entre dos helechos: La Película | Carol Hunch          |              |
| 2020 | La otra Missy                   | Melissa              |              |
| 2022 | The Curse of Bridge Hollow      | Tammy Rice           |              |
| 2023 | The Out-Laws                    | Phoebe King          |              |

### Televisión
| Año     | Título                           | Papel                                      | Notas                                         |
| ------- | -------------------------------- | ------------------------------------------ | --------------------------------------------- |
| 2007    | Carpeted Afterhours              | Becky                                      | Película para televisión                      |
| 2010    | Jimmy Kimmel Live!               | Varios                                     | 2 episodios                                   |
| 2010–11 | The Parent Project               | Angie                                      | 4 episodios                                   |
| 2011    | Video Game Reunion               | Luigi's Stalker                            | 3 episodios                                   |
| 2011    | The Back Room                    | Varios                                     | 2 episodios                                   |
| 2012    | Are You There, Chelsea?          | Dee Dee                                    | 12 episodios                                  |
| 2012    | Hot in Cleveland                 | Oscar                                      | Episodio: "A Box Full of Puppies"             |
| 2013    | Joe, Joe & Jane                  | Melissa                                    | Piloto de televisión                          |
| 2013–14 | Orange Is the New Black          | Susan Fischer                              | 13 episodios                                  |
| 2013–16 | Comedy Bang! Bang!               | Varios                                     | 5 episodios                                   |
| 2013    | You're Whole                     | Ellie                                      | Episodio: "Lemonade / Fishing / Cupcakes"     |
| 2014    | House of Lies                    | Benita Spire                               | 3 episodios                                   |
| 2014–16 | Drunk History                    | Ella misma / Mujer normal                  | 3 episodios                                   |
| 2014    | The Hotwives of Orlando          | Representante del banco                    | Episodio: "Staycation"                        |
| 2014    | Friends with Better Lives        | Deena                                      | Episodio: "The Lost and Hound"                |
| 2014    | Key & Peele                      | Marion Glass                               | 2 episodios                                   |
| 2015    | Kroll Show                       | Candace                                    | Episodio: "The In Addition Tos"               |
| 2015    | Clipped                          | Joy                                        | Personaje regular; 10 episodios               |
| 2015–16 | Another Period                   | Penelope                                   | 2 episodios                                   |
| 2015–17 | Penn Zero: Part-Time Hero        | Matilda / Voces adicionales                | 4 episodios                                   |
| 2016–18 | Animals.                         | Voces variadas                             | 7 episodios                                   |
| 2016    | Netflix Presents: The Characters | Varios                                     | Episodio: "Lauren Lapkus"                     |
| 2016    | Bob's Burgers                    | Krissy Davis / Sra. Davis (voz)            | Episodio: "Bye Bye Boo Boo"                   |
| 2016–17 | American Dad!                    | Voces variadas                             | 2 episodios                                   |
| 2016–17 | Adventure Time                   | Patience St. Pim / Blue Tranch / Ted (voz) | 5 episodios                                   |
| 2016    | TripTank                         | Clarine (voz)                              | Episodio: "TripTank 2025"                     |
| 2016    | The Earliest Show                | Samantha Newman                            | 6 episodios                                   |
| 2016    | Hell's Kitchen                   | Ella misma                                 | Episodio: "Let the Catfights Begin"           |
| 2017    | Crashing                         | Jess                                       | 6 episodios                                   |
| 2017    | Clarence                         | Lauren / Kim / Square Mom (voz)            | Episodio: "Rock Show"                         |
| 2017    | Bajillion Dollar Propertie'      | Nadine                                     | Episodio: "A Divided House"                   |
| 2017    | Ginger Snaps                     | Calista (voz)                              | 10 episodios                                  |
| 2017    | The Guest Book                   | Sandy                                      | 2 episodios                                   |
| 2018    | Life in Pieces                   | Cindy                                      | Episodio: "Reading Egg Nurse Neighbor"        |
| 2018    | Lucifer                          | Bree Garland / Abel                        | Episodio: "Infernal Guinea Pig"               |
| 2018    | El mundo de Craig                | Mackenzie (voz)                            | Episodio: "The Final Book"                    |
| 2018-19 | The Big Bang Theory              | Denise                                     | 8 episodios                                   |
| 2018    | Harvey Street Kids               | Lotta (voz)                                | 13 episodios                                  |
| 2018    | Big City Greens                  | Val (voz)                                  | Episodio: "Rated Cricket / Homeshare Hoedown" |
| 2018    | DIY                              | Jack (voz)                                 |                                               |
| 2021    | Summer Camp Island               | Olf (voz)                                  | "Barb y los Osos Manchados"                   |

### Videojuegos
| Año  | Título              | Papel  | Notas      |
| ---- | ------------------- | ------ | ---------- |
| 2015 | Lego Jurassic World | Vivian | Rol de voz |